# Noflen
Noflen foi uma comuna da Suíça, no Cantão Berna, com cerca de 251 habitantes. Estendia-se por uma área de 2,72 km², de densidade populacional de 92 hab/km². Confinava com as seguintes comunas: Burgistein, Kienersrüti, Kirchdorf, Seftigen, Uetendorf.
A língua oficial nesta comuna era o Alemão.

## História
Em 1 de janeiro de 2018, passou a formar parte da comuna de Kirchdorf.